# Crusea coronata
Crusea coronata là một loài thực vật có hoa trong họ Thiến thảo. Loài này được B.L.Rob. & Greenm. mô tả khoa học đầu tiên năm 1894.